# 魔進戰隊煌輝者 THE MOVIE Be-Bop Dream
《魔進戰隊煌輝者 THE MOVIE Be·Bop·Dream》，是日本特攝節目《魔進戰隊煌輝者》於2021年2月20日上映的第二部獨立劇場版作品。
標語為『煌輝×龍裝×全力全開！電影連者！！（キラメくソウルで全力全開！ムービーレンジャー!!）』、『夢境中煌輝地上吧！！（夢の中でもキラメこうぜ!!）』
日本當地同步上映《超級戰隊系列》的3部劇場版，並且命名為《超級戰隊MOVIE連者2021》，同時上映《騎士龍戰隊龍裝者 特別篇 Memory of Soulmate》和《機界戰隊全開者 THE MOVIE 赤色戰鬥！全戰隊大集會！！》。

## 概要
- 本作為《魔進戰隊煌輝者》的第二部獨立劇場版[3]，原本定於2020年7月23日上映，但受到嚴重特殊傳染性肺炎的感染擴大而延期至2021年2月20日上映[4]，而後官方改為以《超級戰隊MOVIE連者2021》與《機界戰隊全開者》和《騎士龍戰隊龍裝者》3部獨立劇場版同時上映。
- 本作繼2011年日本東北地方太平洋近海地震影響而延後上映的《豪快者 護星者 超級戰隊199英雄大決戰》後，為第二部延後上映的《超級戰隊系列》劇場版作品。
- 本作繼《劇場版 百獸戰隊牙吠連者 怒吼吧，火山》及前作《魔進戰隊煌輝者 EpisodeZERO》後，再次出現與TV本篇外觀相同改色版的戰力機體。
- 煌輝者最大的危機[5]，故事的主舞台為『夢境』[6]。
- 本作首次找來出演過許多成人電影[7]的情色女王——壇蜜擔任敵役角色敏喬。
- 本作的時間點位於《魔進戰隊煌輝者》本篇第EP.22-EP.23之間[8]。

## 故事[9]
發生了一連串的神秘事件，入睡的人們無法從夢境中醒過來！睡著的人們臉上都浮現出一種神秘又詭異的黑色圖案，讓睡著的人們非常的痛苦。
原因是約頓海姆中『惡夢的藝術家•冥鳩』所持有的夢世界寶石並將其濫用的『夢之石（ドリームストーン）』的詛咒所導致，而瀬奈、時雨、小夜、瑪布希娜一同前往夢境世界，以拯救被『夢之石』困住在『夢境世界』中的充瑠、為朝、寶路、魔進消防車、魔進挖土機和人們。
在夢境中的場景，可以是在『地球』、『克里斯塔利亞』、『邪頓海姆』，而在夢境中，身體會變小出現在金魚缸裡、被刨冰機夾住頭部、武器也會變成冰淇淋，現實中不可能發生的在夢境中皆會發生。
夢境世界大冒險就此展開，讓我們在『夢境中煌輝地上吧！！（夢の中でもキラメこうぜ！！）』。

## 登場人物

### 魔進戰隊煌輝者
熱田充瑠（小宮璃央飾）
煌輝紅的變身者。
射水為朝（木原瑠生飾）
煌輝黃的變身者。
速見瀨奈（新條由芽飾）
煌輝綠的變身者。
押切時雨（水石亞飛夢飾）
煌輝藍的變身者。
大治小夜（工藤美櫻飾）
煌輝粉的變身者。
克里斯塔利亞寶路（庄司浩平飾）
煌輝銀的變身者。
歐拉丁（杉田智和聲）
克里斯塔利亞的國王，瑪布席娜的父親、寶路的養父。
瑪布席娜（水瀨祈聲）
克里斯塔利亞的女王。
博多南無鈴（古坂大魔王飾）
寶路的親弟弟，地球防衛組織CARAT的創辦人。

### 本作登場人物
惡夢的藝術家・冥鳩 Minjo（悪夢のマエストロ・ミンジョ）（壇蜜飾）
約頓海姆中住在『沉澱之海的魔女・奴魔鳩』的妹妹，約頓軍的幹部，自稱『惡夢的藝術家』，也是本作的敵人，於本篇EP.21回憶過去中首次登場。
襲擊克里斯塔利亞王宮，將夢之石從王宮中奪取而濫用，自由的操縱『夢境世界-由美利亞』，透過使用『夢之石』從入睡無法醒來而來到夢境世界的人們身上收集闇能量，隨身跟隨著闇獸雷姆頓。
身穿妖艷迷人的服裝，手持一把大鐮刀，美麗且冷酷的『惡夢大師』。
綿羊怪物・雷姆頓 Remudon（羊の怪物・レムードン）
冥鳩的隨從闇獸，擁有無比巨大的衝勁，透過從眼睛發射光束，使對手入睡。
敏喬雷姆頓 Minjoremudon（ミンジョレムードン）
冥鳩與闇獸雷姆頓融合為一體的巨大闇獸，使用收集的闇能量而巨大化。
手持綿羊炸彈。
橄欖球邪面 Rugby（ラグビー邪面）

## 戰力

### 魔進挖土機紅色版（魔進ショベローレッドver.）
| 機體高度 | 機體寬度 | 機體長度 | 機體重量 | 機體航速 | 機組力量輸出 |
| -------- | -------- | -------- | -------- | -------- | ------------ |
| m        | m        | m        | t        | km/h     | 萬馬力       |

於本作中登場的魔進，充瑠藉由夢之石的力量所實體化的魔進挖土機，將魔進挖土機變成了紅色。

### 王者鯊魚特急車夢幻巨型勝利火箭筒（キングエクスプレスザビューンドリームジャンボビクトリーバズーカ）
| 機體高度 | 機體寬度 | 機體長度 | 機體重量 | 機體航速 | 機組力量輸出 |
| -------- | -------- | -------- | -------- | -------- | ------------ |
| m        | m        | m        | t        | km/h     | 萬馬力       |

於本作中登場的王者鯊魚特急車的武器模式，V字型變形的雙重火箭筒模式，由煌輝戰神和鑽頭巨神聯動使用。

## 用語、道具及設定

### 道具
- 夢之石（ドリームストーン，Dream Stone）（緒方惠美聲）

本作的關鍵道具。敏喬從克里斯塔利亞王宮奪取的特殊寶石，遭到敏喬的濫用。
拿著它即成為夢境世界的主人，引誘人們到夢境世界，於故事的結尾，展開獨自了一人的旅行。

### 設定
- 由美利亞（ユメーリア，Yumeria）

擁有夢之石的人所掌控的夢境世界。

## 演員
- 熱田充瑠 / 煌輝紅（聲） - 小宮璃央
- 射水為朝 / 煌輝黃（聲） - 木原瑠生
- 速見瀨奈 / 煌輝綠（聲） - 新條由芽
- 押切時雨 / 煌輝藍（聲） - 水石亞飛夢
- 大治小夜 / 煌輝粉紅（聲） - 工藤美櫻
- 克里斯塔利亞寶路 / 煌輝銀（聲）- 庄司浩平
- 博多南無鈴 - 古坂大魔王
- 冥鳩 - 壇蜜[10][11]

### 配音演出
- 魔進消防車 - 鈴村健一
- 魔進挖土機 - 岩田光央
- 魔進綠超跑 - 赤羽根健治
- 魔進噴射機 - 大河元氣
- 魔進直升機 - 長久友紀
- 魔進鯊魚列車 - 吉野裕行
- 歐汀 - 杉田智和
- 希娜 - 水瀨祈
- 加魯薩 - 中村悠一
- 克蘭修 - 高戶靖廣
- 夢之石 - 緒方惠美[12]
- 雷姆頓 - 中谷一博
- 橄欖球邪面 - 田中美央
- 瑪芭悠 - 桑島法子

### 皮套演出
- 煌輝紅 - 伊藤茂騎
- 煌輝黃 - 蔦宗正人
- 煌輝綠 - 五味涼子
- 煌輝藍 - 竹內康博
- 煌輝粉紅 - 下園愛弓
- 歐汀 - 藤田洋平
- 希娜 - 野川瑞穗
- 加魯薩 - 矢部敬三
- 克蘭修 - 神尾直子

## 製作團隊

### 製作人員
- 原作 - 八手三郎
- 製作人 - 
井上千尋（朝日電視台）
塚田英明・望月卓（東映）
矢田晃一・深田明宏（東映エージエンシー）
- 劇本 - 荒川稔久
- 導演 - 山口恭平
- 音樂 - 松本淳一
- 動作導演 - 福澤博文
- 特攝導演 - 佛田洋（特攝研究所）
- 發行 - 東映
- 製作 - 超級英雄計劃（東映、朝日電視台、東映動畫、東映影像、旭通DK、東映廣告、萬代）

### 工作人員
- 攝影 - 松村文雄
- 照明 - 堀直之
- 美術 - 岡村匡一
- 錄音 - 中山壽範
- 剪輯 - 柳澤和子
- 整音 - 山口満大
- 助監督 - 茶谷和行
- スクリプター - 高遠櫻
- 制作擔當 - 田中耕作、石切山義貴
- ラインプロデューサー - 青柳夕子
- 絵コンテ - 田中浩二
- 角色設計 - K-SuKe
- 製作 - 
手塚治（東映）
西新（tv asahi）
高木勝裕（東映動畫）
與田尚志（東映映像）
野田孝寛（ADK）
相原晃（東映廣告）
佐藤明宏（萬代）
- 企劃 - 
金子保之（東映）
三輪祐見子（tv asahi）
鈴木篤志（東映動畫）
加藤和夫（東映映像）
志村章（ADK）
清水啓司（東映廣告）
金木勲（萬代）

## 音樂

### 片頭曲
- 『魔進戦隊キラメイジャー』

作詞：藤林聖子
作曲、編曲：KoTa
演唱：大西洋平

### 片尾曲
- 『キラフル ミラクル キラメイジャー』

作詞：藤林聖子
作曲：岩崎貴文
編曲：籠島裕昌
演唱：出口たかし

### 插入曲
- 『PPAP（ペンパイナッポーアッポーペン）』

作詞、作曲：ピコ太郎
編曲：古坂大魔王
演唱：ピコ太郎

## 外部連結
- 超級戰隊MOVIE連者2021 官方網站 （页面存档备份，存于）（日語）
- 超級戰隊MOVIE連者2021 東映官網 （页面存档备份，存于）（日語）
- 超級戰隊MOVIE連者2021 Twitter（日語）